# Los objetos amorosos
Pour plus de détails, voir Fiche technique et Distribution.
Los objetos amorosos est un film espagnol réalisé par Adrián Silvestre, sorti en 2016.

## Synopsis
Luz, une Colombienne, voyage en Italie et rencontre Fran, une femme dont elle tombe amoureuse.

## Fiche technique
- Titre : Los objetos amorosos
- Réalisation : Adrián Silvestre
- Scénario : Adrián Silvestre
- Photographie : Luca Lardieri
- Montage : Mikel Iribarren Morrás
- Production : Annalisa Carloni
- Société de production : Mikel Iribarren P.C.
- Pays :  Espagne
- Genre : Drame
- Durée : 115 minutes
- Dates de sortie : 
  -  Espagne : 8 novembre 2016 (Festival du cinéma européen de Séville)

## Distribution
- Laura Rojas Godoy : Luz
- Nicole Costa : Fran
- Paolo Floris : Tommaso

## Distinctions
Le film a reçu plusieurs prix en festival :
- Festival du cinéma européen de Séville 2016 : Prix FIPRESCI
- LesGaiCineMad 2016 : meilleure actrice pour Laura Rojas Godoy (ex-aequo avec Deb Shoval pour AWOL)
- Queer Lisboa 2017 : meilleur film